# Topki
Topki (ryska Топки́) är en stad i Kemerovo oblast i Ryssland. Staden hade 28 129 invånare år 2015.